# Angela Tanui
Angela Tanui (* 27. Juli 1992) ist eine kenianische Langstreckenläuferin. Sie gewann 2021 den Amsterdam-Marathon.

## Erfolge
Nachdem Tanui ab 2014 mehrere Halbmarathons bestritten hatte, debütierte sie im Jahr 2017 
über die Marathondistanz beim Wien-Marathon und belegte mit einer Zeit von 2:26:31 h den fünften Platz.
Nach einem Sieg beim Venedig-Marathon 2018 wurde sie 2019 beim Istanbul-Marathon Vierte mit einer Zeit von 2:25:18 h.
Im April 2021 verbesserte Tanui bei einem Marathon in Siena ihre persönliche Bestzeit um fünf Minuten auf 2:20:08 h.
Wenige Monate später gewann Tanui den Amsterdam-Marathon mit Streckenrekord und persönlicher Bestzeit von 2:17:57 h.

## Persönliche Bestleistungen
- Halbmarathon: 1:07:42 h, 19. März 2017 in Ostia
- Marathon: 2:17:57 h, 17. Oktober 2021 in Amsterdam